# Barbatula altayensis
Barbatula altayensis är en fiskart som beskrevs av Zhu 1992. Barbatula altayensis ingår i släktet Barbatula och familjen grönlingsfiskar. IUCN kategoriserar arten globalt som livskraftig. Inga underarter finns listade.